# Germán Efromovich
Germán Efromovich (La Paz, 28 de março de 1950) é um empresário de múltiplas nacionalidades: boliviano de nascimento, é também polonês por iure sanguinis, além de colombiano e brasileiro, por naturalização.
É o principal acionista e controlador do Synergy Group. No Estaleiro Mauá, o grupo Synergy não pagou todos os direitos trabalhistas aos demitidos, segundo o presidente do Sindicato dos Metalúrgicos de Niterói e Itaboraí, Edson Rocha. A reportagem não conseguiu contato o estaleiro (fonte revista exame).
Em 2012, o grupo Synergy, de propriedade dos irmãos, comprou a Aliança Eletroquímica (AEQ), uma empresa do Paraná de produtos químicos e defesa, por R$ 20 milhões.
Apenas as quatro primeiras parcelas, de um total de 24, foram pagas, apurou o Estado com fontes que participaram da negociação. Só houve solução quando o fundo estrangeiro Etrum decidiu adquirir a AEQ, pagando o valor devido pelo Synergy aos vendedores. Também houve calotes no setor naval. Donos dos estaleiros MAUÁ e EISA (que pediram recuperação judicial), os irmãos não se preocuparam em dar satisfações aos credores no auge da crise do setor – quando outras empresas tentavam renegociar suas dívidas –, afirmou um fornecedor (fonte defesanet.com.br)
O Synergy Group, do empresário Germán Efromovich, perdeu o controle da Avianca Holdings depois de descumprir um acordo de cobertura por um empréstimo da United Airlines, que anunciou nesta sexta a entrega da administração da aerolínea colombiana ao sócio minoritário Kingsland (Fonte globo.com).
Foi citado na investigação da Lava Jato no esquema da Petrobras conforme citado pelo presidente da TRANSPETRO Sérgio Machado segundo o portal o Globo.com.
Germán está preso no Brasil, em São Paulo desde o dia 19 de agosto de 2020, assim como seu irmão José. Enquanto as investigações da 72° fase da operação lava jato seguem em andamento os irmãos estão proibidos de manterem contato. Informações que constam no pedido de prisão mencionam como controlador do grupo empresarial o Synergy Trust, de sede em Niue, um paraíso fiscal na Oceania, a 2.500 km da Nova Zelândia. Segundo os procuradores da operação, os dois possuem uma “sofisticada e fraudulenta estrutura financeira internacional” para promover reiteradas fraudes contra credores e crimes de corrupção.
“A constituição de trust em país insular, de difícil acesso e comunicação, revela clara tática de blindagem e ocultação patrimonial empregada pelos irmãos Efromovich, a permitir não apenas a fraude contra credores mas também a prática sistemática de crimes de lavagem, com reduzido risco de responsabilização pessoal”, escreveram os procuradores no pedido de prisão.

## Biografia
De família judia polonesa, seus pais deixaram a Polônia após a Segunda Guerra Mundial, transferindo-se para a América do Sul - primeiro a Bolívia, depois Chile, onde Germán viveu, desde 1955 na cidade de Arica. A partir de 1964, com quatorze anos de idade, foi para São Paulo, onde a família finalmente se estabeleceu. Naturalizou-se brasileiro, vendeu enciclopédias, criou uma escola privada em São Bernardo do Campo, fundos de investimento, foi dublador de filmes, entre muitos outros empregos. Graduou-se na FEI - Faculdade de Engenharia Industrial em São Paulo, onde fez o curso de engenharia mecânica.
Até o fim de 1994 ele havia montado, com seu irmão José, um império na área de petróleo, prestando serviços de manutenção submarina para a Petrobras. Após o naufrágio de uma plataforma de petróleo e disputas legais com as companhias de seguros e com a Petrobras, Efromovich voltou-se para o negócio de transporte aéreo. A partir de 2001, desenvolveu ainda mais suas atividades na área petroleira ao ponto de construir e locar plataformas de petróleo. Seus outros negócios incluem usinas de energia e medicamentos.
Em 2002, sempre com seu irmão, lançou a companhia aérea brasileira OceanAir (renomeada Avianca Brasil em 2010) e, em 2004, comprou a colombiana Avianca, de Julio Mario Santo Domingo. Em razão do seus grandes investimentos na Colômbia, recebeu a cidadania colombiana, em 2005.
Germán Efromovich é o controlador do Synergy Group, um grupo diversificado, fundado em 2003 e que inclui estaleiros, empresas médicas, serviços de aviação comercial, petróleo, hotelaria, turismo e agricultura. O Synergy Group é baseado no Rio de Janeiro.
Além das companhias aéreas, está interessado em empresas de prospecção de petróleo, estaleiros, e de uma miríade de outros negócios em todo continente americano, como hotéis.
Germán Efromovich é casado com Hilda Efromovich, tem três filhas e vive entre o Rio de Janeiro e Bogotá. É conhecido por ter hábitos simples: em voos internacionais, viaja na classe econômica, não tem jato particular e, em 2005, seu carro tinha mais de quatro anos. Em seu pouco tempo livre Germán Efromovich gosta de ir ao aeroporto para verificar o log da Avianca. "Uma visita curta garante, pelo menos, três vôos pontuais", diz ele.